# キゴマ州
キゴマ州（キゴマしゅう、Mkoa wa Kigoma）は、タンザニアの北西部の州である。北部にカゲラ州、東部にシニャンガ州、タボーラ州、南部にルクワ州、北西部に隣国ブルンジと接している。西部にタンガニーカ湖を臨み、漁業が盛ん。面積45,066km2、人口1,679,109人（2002年）、州都はタンガニーカ湖畔のキゴマで、最大の都市ダルエスサラームから国内を横断するタンザニア中央鉄道の終点となっている。
ブルンジ・ルワンダ・コンゴ民主共和国からの難民が多い。
人口密度自体は希薄であるが、人口増加率はダルエスサラームに匹敵する。

## 産業
北部ではコーヒーの生産が行われるなど、農業が盛ん。タンガニーカ湖でとられる淡水イワシのダガーは、ビクトリア湖産のダガー　Rastrineobola argentea　(コイ科)より味がよいと好まれ、タンザニア各地に出荷されている。またウビンザ産の岩塩は品質が高いことで知られる。
野生チンパンジーが観察できることで有名なゴンベ渓流国立公園とマハレ山塊国立公園があり、観光も盛んになってきている。

## 下位行政区画
- Buhigwe District
- Kakonko District
- Kasulu District
- Kasulu (TC) (Kasulu)
- Kibondo District
- Kigoma Rural District
- Kigoma-Ujiji District
- ウビンザ